# Pedal de arranque

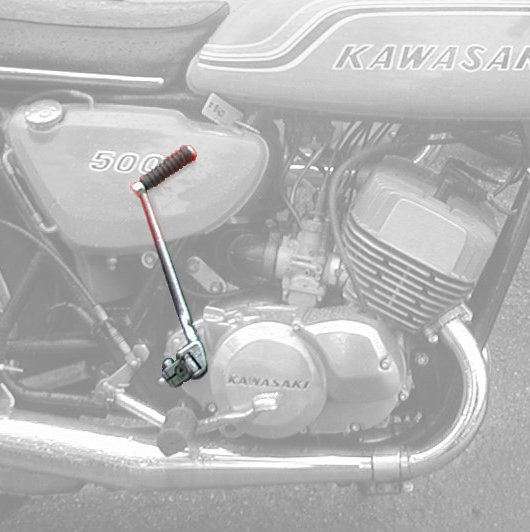
Una palanca de arranque resaltada en una motocicleta Kawasaki de dos tiempos

El pedal de arranque sirve para poner en marcha un motor de combustión interna (generalmente, el de una motocicleta), al accionar fuertemente con el pie (con un gesto conocido coloquialmente como "patada") un mecanismo equipado con un trinquete.  

## Características
Hasta mediados de la década de 1970, la práctica totalidad de las motocicletas disponían de un pedal de arranque, pero se fueron retirando gradualmente de la producción durante los siguientes veinte años, a medida que el arranque eléctrico se convirtió en un equipo estándar. Todavía algunas motocicletas combinan ambos sistemas. 
Muchos ciclomotores y escúteres siguen incluyendo tanto un pedal de arranque como un arranque eléctrico. El primero es útil en caso de que el segundo falle, ya que las baterías de  las motos pequeñas, debido a su tamaño reducido, tienden a agotarse mucho más rápido que otras formas de baterías automotrices. Además, generalmente no es posible arrancar un ciclomotor o escúter con transmisión automática empujándolo. 
Las motocicletas más grandes presentaban un mecanismo de liberación de compresión manual que facilitaba el arranque, mientras que las unidades modernas lo hacían automáticamente, a través de un cable conectado a la palanca de arranque. 
Hoy en día, las motocicletas todoterreno y muchas cuatrimotos utilizan sistemas con pedal de arranque, debido al mayor peso de los arranques eléctricos. La mayoría de los vehículos económicos de dos ruedas (y a veces de tres) en países en desarrollo, también utilizan pedal de arranque.

## Operación
Antes de comenzar, generalmente es necesario desplegar la palanca de arranque desde el costado de la motocicleta. A medida que la palanca comienza a descender hacia abajo impulsada por el pie del conductor, el trinquete se engancha a un engranaje vinculado al cigüeñal y hace que gire más allá del punto muerto superior, para que una chispa pueda encender la mezcla de combustible comprimido. Al comenzar a funcionar el motor, el trinquete se desengancha, y ya se puede recoger la palanca hacia su posición inicial. 
En algunos motores mono o bicilíndricos de gran cilindrada, puede producirse un 'retroceso' si el combustible se enciende antes de que el pistón llegue al punto muerto superior. Esto hace que la manivela gire hacia atrás y puede resultar doloroso cuando la palanca retrocede sobre el pie con el que se acciona el pedal. 
La primera motocicleta con pedal de arranque fue una Scott Motorcycle, fabricada en Gran Bretaña en 1910.
Algunos escúteres tienen pedales de arranque con tendencia a no funcionar si no se accionan de una determinada manera. En ocasiones son solo una ventaja aparente de dudosa utilidad, en lugar de ofrecer una alternativa fiable para el caso del fallo del arranque eléctrico. 